# Степачёво (Устюженский район)
Степачёво — деревня в Устюженском районе Вологодской области.
Входит в состав Залесского сельского поселения (с 1 января 2006 года по 9 апреля 2009 года была центром Хрипелевского сельского поселения), с точки зрения административно-территориального деления — центр Хрипелевского сельсовета.
Расположена на трассе А8. Расстояние до районного центра Устюжны по автодороге — 12 км, до центра муниципального образования деревни Малое Восное по прямой — 11 км. Ближайшие населённые пункты — Давыдовское, Квашнино, Хрипелево.

## История
Первое упоминание о деревне Степачёво относится к 1628 году.
Через деревню проходил почтовый тракт Боровичи - Устюжна.
В конце XIX и начале XX века деревня административно относилась к Давыдовской сельской общине Хрипелевской волости Устюженского уезда Новгородской губернии.

## Демография
Население по данным переписи 2002 года — 258 человек (119 мужчин, 139 женщин). Преобладающая национальность — русские (98 %).

## Инфраструктура
В деревне расположены средняя школа, ФАП, дом культуры, библиотека, отделение связи, магазины. Основные предприятия — ОАО «Земледелец», СПК «Знамя», есть крестьянские фермерские хозяйства. Связь с районным центром осуществляется по автодороге, действуют автобусные маршруты по направлению Устюжна — Пестово.